# Becard olivaci
El becard olivaci (Pachyramphus viridis) és un ocell de la família dels titírids (Tityridae). Es troba a l'Amèrica del Sud. Els seus hàbitats són els matollars i boscos tropicals i subtropicals de frondoses humits de les terres baixes i els boscos molt degradats. El seu estat de conservació es considera de risc mínim.

## Taxonomia
Segons la llista mundial d'ocells del Congrés Ornitològic Internacional (versió 12.2, juliol 2022), el becard olivaci té dues subespècies, amb la següent:
- Pachyramphus viridis viridis - Sud de Brasil, Bolívia, Argentina, Uruguai i Paraguai.
- Pachyramphus viridis griseigularis - Veneçuela, Guyana i nord del Brasil.

Tanmateix, el Handook of the Birds of the World i la quarta versió de la BirdLife International Checklist of the birds of the world (Desembre 2019), consideren que la subespècie griseigularis tindria categoria d'espècie. Segons aquest altre criteri, s'hauria de considerar:
- Pachyramphus viridis (stricto sensu) - Becard olivaci
- Pachyramphus griseigularis - Becard galtaverd.